# Hendrik de Ram
Hendrik de Ram (dertiende eeuw) was een Brugse edelman en burgemeester.

## Levensloop
Hendrik de Ram was burgemeester van de schepenen in Brugge in 1228. Hij was zeker niet de eerste Brugse burgemeester, maar wel de eerste van wie het burgemeesterschap in een document wordt bevestigd.
Hij was een afstammeling van Abel de Ram die in 1096 deelnam aan de eerste kruistocht. 
Hendrik was poorter van Brugge en stond bekend als koopman. Hij was rijk geworden door het inpolderen van overstroomde kustgebieden en het ontwikkelen van gronden net buiten de Brugse stadsomwalling. 
Rond 1230 schonk hij een perceel grond buiten deze omwalling aan de (onlangs gestichte) minderbroeders of franciscanen, om er een klooster te bouwen dat hen zou toelaten geestelijke bijstand te verlenen aan de mensen die daar woonden. Dit was evenwel niet naar de zin van de kapittelheren van de Onze-Lieve-Vrouwekerk tot wier jurisdictie dit gebied behoorde, en rond 1246 gingen de franciscanen zich in de binnenstad vestigen, 'op de Braamberg'.
In 1231 stichtte de Ram, samen met zijn vrouw Agatha, een kapelanij in de Sint-Salvatorskerk.
Rond 1240 schonk Filips de Ram, zijn zoon, grond waarop een hulpkerk kon worden gebouwd, afhankelijk van de Onze-Lieve-Vrouwekerk. De hulpkerk werd, naar de wens van de schenker toegewijd aan de heilige Egidius of Gillis. In 1258 werd de zelfstandige parochie Sint-Gillis opgericht, die vanaf 1297-1300 binnen de nieuwe stadsomwalling kwam te liggen.
Aan de Ram herinnert de Lange Raamstraat, die vanaf 1288 de naam Vicus Henricus de Ram droeg, later door de volksmond vervormd tot 'Raamstraat'.

## Nakomelingen
Begin veertiende eeuw, zeker voor 1330, stichtte een lid van de familie het 'Rams Convent' (later in het volksgebruik vervormd tot 'Rooms Convent') in de Katelijnestraat. Het ging om een religieuze stichting voor vrouwen uit de hogere stand die er vrijwillig als 'ghewillighe aermen' kwamen leven van aalmoezen. In de loop van de vijftiende eeuw werd het convent een gewoon godshuis. 
In 1410 namen de jonkers Wouter de Ram, Vincent de Ram en Roland de Ram deel aan de veldtocht van Jan zonder Vrees tegen Frankrijk.
In 1457 werd Jan de Ram, zoon van Laurens, vermeld als ontvanger van de 'dis' van de Sint-Salvatorskerk.
In 1552 werd Andries de Ram vermeld op een 'lijst van edellieden der stad en kasselrie van Veurne' voor een veldtocht van keizer Karel V tegen Frankrijk.  
De familie de Ram verdeelde zich in drie takken.
De Belgische tak werd in de negentiende eeuw onder meer vertegenwoordigd door Mgr. Pierre François Xavier de Ram, eerste rector magnificus van de heropgerichte Katholieke Universiteit Leuven.
In Nederland was er het bestuurdersgeslacht de Ram, dat burgemeesters van Utrecht en leden van de Provinciale Staten telde.
In Engeland was er een adellijke tak sinds het begin van de dertiende eeuw, eigenaar van aanzienlijke goederen in Kent en Essex, en later uitgeweken naar Ierland.